# الحرب الأهلية في الولايات المتحدة
الحرب الأهلية في الولايات المتحدة هو كتاب يحتوي على مجموعة من المقالات حول الحرب الأهلية الأمريكية  كتبها كارل ماركس وفريدريك إنجلز لصالح صحيفتي نيويورك تريبيون وداي برس من فيينا بين عامي 1861 و 1862 بالإضافة إلى المراسلات بين ماركس وإنجلز بين 1860 و 1866. وقد صدرت في كتاب في عام 1937 حرره وقدم له ريتشارد إنميل.
في عام 2016 نشرت إنترناشيونال ببليشرز طبعة ثانية منقحة لكتاب الحرب الأهلية في الولايات المتحدة من تحرير وتقديم أندرو زيمرمان.
المقالات تؤيد مواقف الاتحاد في الحرب، بحجة أن أساس ذلك النزاع كان حول الموقف من العبودية.